# Vico Rigassi
Vico Rigassi (* 7. Dezember 1905 in Stampa; † 6. August 1983 in Maloja) war ein Schweizer Journalist und Sportreporter.

## Leben
Vico Rigassi lebte von 1913 bis 1921 in Legnano in Italien, wo er auch zur Schule ging. Sein Vater arbeitete dort als Lehrer. Ab 1922 besuchte er die Kantonsschule Chur. Nach eigenen Angaben studierte an der Handelshochschule in Basel (heute Hochschule für Wirtschaft) und an der Hochschule in Grenoble.
Seine ersten beruflichen Schritte als Journalist machte er 1925 als Redaktor in Mailand bei der Zeitung Il Secolo. 1929 wurde er Redaktionsleiter der Zeitung in Bern, wo er auch für Schweizer Nachrichtenagenturen arbeitete. 1930 wurde er freier Journalist und arbeitete für Zeitungen und Medienagenturen in mehreren europäischen Ländern. 1931 siedelte er nach Lausanne um und gestaltete vermehrt Sportreportagen. 1946 zog Rigassi nach Genf.
Grössere Bekanntheit erlangte er in den 1930er-Jahren als Rundfunkreporter in Deutschschweizer Radiosendern. Er übertrug Wettkämpfe im Radsport, Eishockey, Skisport und Fussball in mehreren Sprachen. Für die Union Cycliste Internationale (UCI) war er als offizieller Sprecher bei den UCI-Bahn-Weltmeisterschaften und UCI-Strassen-Weltmeisterschaften in den Jahren von 1946 bis 1976 tätig. Er begleitete alle bedeutenden Radrennen in Europa journalistisch. Rigassi wurde mehrfach zur Übernahme von Funktionen und Ämtern im Sport gedrängt, lehnte dies jedoch immer ab.
Ab 1931 arbeitete er kontinuierlich für die italienische Zeitung La Gazzetta dello Sport, die Zürcher Zeitung Sport, für Schweizer Rundfunksender wie „Radio Sottens“, die französische L’Équipe, die Genfer Zeitung Semaine Sportive. Zu dieser Zeit war er auch als offizieller Dolmetscher bei den Kongressen des Radsportverbandes UCI tätig, da er sechs Sprachen beherrschte. Rigassi begleitete mehrere Olympische Sommerspiele und Olympische Winterspiele als Journalist für internationale Medien. Auch von Weltmeisterschaften im Eishockey, Radsport und Skiweltmeisterschaften berichtete er als Reporter und Journalist. Rigassi war Autor eines Buches über Gino Bartali mit dem Titel «Gino Bartali, der radelnde Mönch».
1956 war er Gast der Internationalen Friedensfahrt. Auch von diesem Etappenrennen berichtete er täglich für Schweizer und italienische Medien, da Mannschaften aus der Schweiz und Italien am Start waren. Er schrieb zu jeder Etappe einen Gastkommentar für eine DDR-Zeitung. Sein Sohn Lelio Rigassi war ebenfalls als Journalist tätig.